# Бикрофт, Джон
Джон Бикрофт, эсквайр (англ. John Beecroft; 1790 — 10 июня 1854) — британский капитан, дипломат, исследователь Африки, лейтенант испанских военно-морских сил, губернатор испанской колонии Фернандо-По, первый британский консул в заливах Бенина и Биафры. На посту губернатора показал себя энергичным чиновником и хозяйственником. Будучи консулом и дипломатом, способствовал усилению влияния Великобритании в Западной Африке.
Внёс значительный вклад в изучение Африканского континента. Доклад о результатах его исследований был опубликован Королевским географическим обществом. Активно противодействовал торговле рабами на Африканском побережье, в связи с чем был инициатором, в частности, британской интервенции в Лагос и Бонни.

## Биография
Бикрофт родился в 1790 году в Англии близ порта Уитби (Йоркшир). Сведений о его детских годах не сохранилось. Известно, что в 1805 году, во время Наполеоновских войн, будучи матросом на британском судне, он попал в плен к французскому каперу и девять лет (с 1805 по 1814 год) находился во французском плену. После освобождения Бикрофт вернулся во флот и стал капитаном торгового судна. В 1821 году сопровождал экспедицию Уильяма Парри (исследователя Гренландии) к проливу Дейвиса, в которой достиг 70-й широты.
25 марта 1807 года парламент Великобритании принял «Акт о запрете торговли рабами». Чтобы препятствовать перевозке рабов через Атлантический океан, в 1808 году к берегам Западной Африки с целью патрулирования была направлена специально созданная Западно-Африканская эскадра британского флота. С этой же целью в 1827 году Великобритания взяла в аренду испанский остров Фернандо-По (сейчас Биоко) в заливе Биафра, назначив на пост суперинтенданта острова британского офицера и исследователя Уильяма Фицвильяма Оуэна, заложившего Порт-Кларенс (современный Малабо), Сан-Карлос (Луба) и Мэллвил-Бэй (Риаба) — будущие военно-морские базы.
В начале 1829 года Джон Бикрофт получил назначение на Фернандо-По, его первая должность там — начальник департамента труда. Зарекомендовав себя в переговорах с жителями умелым дипломатом, он дал понять, что его цель — пост суперинтенданта. Но после того, как эта должность освободилась (Уильям Оуэн покинул остров), Бикрофту в назначении было отказано, и в апреле 1829 года суперинтендантом Фернандо-По стал британский офицер Эдвард Николлс. Отношения между Николлсом и Бикрофтом не сложились; более того, Николлс обвинял Бикрофта в связях с бывшими работорговцами. Но в апреле 1830 года, после того как Николлс в связи с болезнью был вынужден уехать в Англию, исполняющим обязанности суперинтенданта был всё же назначен Джон Бикрофт. В 1832 году Николлс вернулся, занял свою прежнюю должность и оставался на ней ещё в течение года. 29 августа 1832 года по приказу британского правительства Николлс начал эвакуацию с острова, и в 1833 году Великобритания полностью вернула контроль над Фернандо-По испанцам. Несмотря на эти перемены, Джон Бикрофт остался на острове и продолжал выполнять обязанности управляющего и коммерческого агента. Испанское правительство высоко оценило деятельность британца, присвоив ему звание лейтенанта испанского флота, а в 1843 году он стал губернатором острова и де юре. С другой стороны, и правительство Британии было заинтересовано в услугах Бикрофта: в 1849 году оно назначило его своим консулом на всём побережье заливов Бенин и Биафра — и эту обязанность (наряду с должностью губернатора) он исполнял вплоть до своей смерти в 1854 году. На посту губернатора Бикрофт проявил себя весьма деятельно: он значительно расширил старые поселения и построил несколько новых, заселяя их освобождёнными из рабства африканцами. Кроме того, он пригласил на остров баптистов, которые основали там свою общину. Однако после смерти Бикрофта баптисты были изгнаны с Фернандо-По католиками-испанцами.
Пользуясь своим влиянием на аборигенов, в 1850 году он убедил короля Гезо отказаться от торговли рабами в Дагомее, а 4 апреля 1851 года подписал выгодные коммерческие договоры с вождями Джерри и Джибуффа из Джекпа.

### Британская интервенция в Лагос
С XV века Лагос служил важным центром работорговли, которую местные правители поддерживали в течение более чем четырёх столетий. В 1841 году обой (королём) Лагоса стал Акитое. Он попытался было запретить торговлю рабами, но в 1845 году в Лагосе произошёл государственный переворот, известный как «Огун Оломиро», в результате которого на трон взошёл оба Косоко. Для захвата власти он воспользовался поддержкой армии, мусульманской общины, а также работорговцев. Низверженный Акитое бежал в город Бадагри, который после отмены работорговли стал основным центром миссионерской деятельности христианских проповедников. Там Акитое вошёл в контакт с европейскими миссионерами, познакомившими изгнанника с Бикрофтом, который, в свою очередь, помог ему установить отношения и с другими британцами.
После прихода к власти Косоко Лагос стал ключевым портом в торговле рабами на Африканском побережье. Это вызывало недовольство британцев, стремившихся к полной отмене работорговли. Британский миссионер Генри Винн представил аргументы для вмешательства Великобритании в ситуацию с торговлей рабами в Лагосе министру иностранных дел Великобритании лорду Палмерстону. Тот поручил Джону Бикрофту выяснить необходимость и возможность британской интервенции.
К августу 1851 года Генри Винн и епископ Нигерии Сэмюэль Кроутер убедили королеву Викторию и правительство в необходимости британского вмешательства. Так как никаких юридических оснований для британской интервенции не было (по причине отсутствия в Лагосе британских граждан, находящихся под угрозой, или британского имущества), остановились на решении отправить ко двору обы Косоко посольство с требованием запрета работорговли. 20 ноября 1851 года делегация, состоящая из консула Бикрофта и офицеров Уилмота, Гарднера и Пейти, прибыла в Лагос.
Однако Косоко предъявленные к нему требования отклонил. Получив отказ, британская делегация покинула королевский дворец. После этого Бикрофт написал коммандеру Форбсу, что британскому королевскому флоту следует изгнать «узурпатора» Косоко и установить власть «законного наследника» Акитое.
25 ноября 1851 года британцы атаковали Лагос. Из-за недооценки коммандером Форбсом сил Косоко, десант готовился в спешке и был плохо организован. Встретив сильное сопротивление со стороны африканцев, англичане были вынуждены отступить. Вторая атака на Лагос началась 26 декабря 1851 года. На этот раз британцы подготовились лучше и собрали большее количество сил. Руководил десантом капитан Джонс. В состав британских сил входили два линейных корабля HMS Bloodhound и HMS Teaser, а также флотилия из двадцати трёх лодок. Десант начался с массированной бомбардировки города, из-за которой в Лагосе было повреждено много зданий. Несмотря на преимущество британцев, Косоко оказал ожесточённое трёхдневное сопротивление (это сражение впоследствии было названо местными жителями Огун Ахойя — «Кипящая битва»). Успех британской интервенции восстановил Акитое в качестве обы Лагоса. 29 декабря 1851 года Акитое прибыл в город и принял присягу местных вождей. Тем не менее, несмотря на королевские запреты и изгнание европейских работорговцев, работорговля в этом регионе процветала, и такая ситуация сохранялась вплоть до британской аннексии Лагоса в 1861 году.

#### Договор между Великобританией и Лагосом
1 января 1852 года был заключён договор между обой Акитое и Соединённым Королевством, которое представляли командующий британским флотом в Западной Африке коммандер Генри Уильям Брюс и британский консул в заливах Бенина и Биафры Джон Бикрофт. Подписанное соглашение было направлено на ужесточение мер по борьбе с работорговлей.
Этот договор привёл к усилению британского влияния на королевство Лагос и положил начало «консульскому периоду» в его истории, когда Британия обеспечивала Лагосу военную защиту и играла основную роль в его политике. Через 9 лет, 30 июля 1861 года, британцы аннексировали Лагос в результате подписания нового договора.

### Свержение Даппа Пеппла
В 1854 году Бикрофт сыграл важную роль в свержении правителя королевства Бонни Уильяма Даппа Пеппла I. Город Бонни был основан племенем иджо в XIV веке, а королевство Бонни — около 1600 года. Для работорговцев порт Бонни всегда был важным перевалочным пунктом, через него также шёл экспорт пальмового масла. Англичане оказывали влияние на королевство с начала XIX века. В это время правителем Бони был Опобо Великий (1792—1830), при котором страна достигла наивысшего подъёма и с которым у британцев был договор о запрете работорговли. После смерти Опобо в 1830 году регентом при его малолетнем сыне Уильяме Даппе стал Маду, бывший раб Опобо, который попытался узурпировать власть в стране и передать её своему сыну Алали. Смута усугублялась борьбой, которая началась между двумя наиболее могущественными ветвями королевского рода, известными как «дома каноэ»: домом Анны Пеппл и домом Маниллы Пеппл. В результате шестилетнего противостояния в 1836 году на королевский престол Бонни всё-таки взошёл Уильям Даппа. Приход нового короля был с радостью и энтузиазмом встречен народом.
Однако за время своего правления Уильям Даппа Пеппл I (Пеппл V) настроил против себя как европейских торговцев, так и своих подданных. Новый король стремился максимально сосредоточить власть в своих руках. Будучи ставленником дома Маниллы Пеппл, сразу после прихода к власти он начал притеснять представителей дома Анны Пеппл, что сопровождалось также серией конфликтов и со своими родственниками. Опасаясь заговора с их стороны, Уильям Даппа окружил себя так называемыми «новыми людьми». Его правление было отмечено рядом крупных восстаний рабов, а также втягиванием страны в конфликт с соседним королевством Элем Калабари. К европейцам Уильям Даппа поначалу проявлял лояльность, содействовал им в торговле пальмовым маслом, а в 1839 и 1844 годах подписал с Великобританией договоры, направленные против работорговли. Однако после перенесённого им в 1852 году инсульта здоровье короля ослабло, а характер ухудшился. Назначив двух регентов из своего нового окружения, он вызвал недовольство как со стороны дома Анны Пеппл, так и со стороны европейцев — такое назначение противоречило традициям и привело к нарушению установившегося в стране баланса власти. Позже ради личного обогащения он объявил врагами некоторых европейских торговцев и конфисковал их имущество. Британские купцы обратились к Джону Бикрофту с жалобой на произвол монарха, которому также предъявили обвинение в нарушении запрета на работорговлю. В январе 1854 года он был свергнут британскими войсками, пленён и доставлен на Фернандо-По, где под председательством Джона Бикрофта над ним состоялся суд, по решению которого король вместе со всей семьёй отправлялся в ссылку в Великобританию. В 1856 году Уильям Даппа Пеппл I со свитой прибыл в Лондон. Однако 18 августа 1861 года он был вновь возведён на трон британцами. Это было сделано в попытке восстановить в Бонни порядок, так как со времени изгнания Уильяма Даппы страну раздирали внутренние конфликты.

### Научные исследования
Во время своего пребывания на посту губернатора Джон Бикрофт изучал внутренние территории Африки, поднимаясь на паровых судах далеко вверх по рекам Нигер, Бенуэ, Брасс, Старый и Новый Калабар, Кросс-Ривер и Бенин-Ривер, куда британские экспедиции ранее не добирались. Секрет его успеха заключался в том, что он пользовался современными европейскими военно-морскими технологиями, в то время как для патрулирования Африканского побережья англичане по-прежнему использовали небольшие бриги и шлюпы. Кроме того, он привлекал в состав экипажей для своих экспедиций африканцев, которые обладали большей устойчивостью к малярии, унёсшей множество жизней европейцев в Африке.
В 1832 году по заказу Бикрофта был построен пароход «Quorra». На нём Бикрофт отправил экспедицию во главе с британскими исследователями Макгрегором Лэйрдом и Уильямом Алленом, которые в течение двух лет занимались изучением Нигера и открыли для европейцев его приток Бенуэ.
В 1835 году на «Quorra» Бикрофт поднялся по Нигеру на триста миль вверх по течению, чтобы исследовать устье Бенуэ. В 1836 году в 6-м выпуске журнала Королевского географического общества был опубликован доклад Джона Бикрофта о результатах его африканских экспедиций. В 1839 году он совершил первое официально задокументированное восхождение на Пико-де-Санта-Исабель.
В 1839 году по заказу британского бизнесмена Роберта Джеймисона был построен трёхмачтовый пароход «Ethiope», первоначально предназначавшийся для транспортировки товаров речными путями вглубь Африки. Впоследствии этот пароход был передан Джону Бикрофту, который в 1840 году исследовал на нём реки Ошун и Бенин.
13 августа 1841 года его экспедиция вошла в левый рукав Нигера — Нун. В 1842 году Бикрофт провёл на «Ethiope» операцию по спасению членов Нигерийской экспедиции 1841 года, а затем поднимался на сто двадцать миль по рекам Кросс и Старый Калабар.
В 1845 году Бикрофт изучил побережье Камеруна и реку Габон. С 1851 по 1854 год на пароходе «Pleiad» Бикрофт совершил ещё несколько научных экспедиций по Нигеру и Бенуэ, во время которых старший корабельный хирург Хатчинсон в качестве средства от малярии применял хинин.
Летом 1854 года началась подготовка к очередной экспедиции по реке Бенуэ, задача которой состояла в оказании помощи путешественникам Барту и Фогелю. Однако 10 июня 1854 года в возрасте 64 лет Джон Бикрофт скончался в Порт-Кларенсе и 14 июня был похоронен там же, а его место в экспедиции занял Уильям Бальфур Байки.

### Семья
Джон Бикрофт был женат на Эллен (по другим данным, на Элеоноре), в браке родились три дочери и сын: Джейн Элизабет, Мэри Энн, Элеонора и Джон Макгрегор.
В знак признания вклада Джона Бикрофта в прекращение работорговли и продвижение британских интересов на побережье Африки, его вдова Эллен Бикрофт получала пенсию из средств королевы Виктории.

## Память
- Джона Бикрофта похоронили со всеми морскими почестями в Порт-Кларенсе. Все расходы на похороны взяло на себя государство[6]. Надпись на могильном камне гласила:

Под этим памятником покоятся останки Джона Бикрофта, испанского губернатора острова Ферандо-По и консула Её Британского Величества в заливах Бенин и Биафра, который умер 10 июня 1854 года в возрасте 64 лет.
Этот мемориал был воздвигнут жителями колонии Кларенс как свидетельство их благодарности за его многолетнее отцовское внимание к их интересам и благополучию и его неутомимые усилия по содействию процветанию и счастью всего африканского народа.— Из «Торговой жизни в Западной и Центральной Африке» Джона Уитфорда
Рядом с надгробием был также сооружён мемориал в память о тех, кто погиб в Нигерской экспедиции 1841 года. Но про прошествии десяти лет после смерти Бикрофта «благодарные» африканцы разобрали мемориал на стройматериалы.
- Журналы путешествий Джона Бикрофта издавались как при его жизни, так и после смерти. Его вклад в изучение африканского континента был оценён Королевским географическим обществом: отчёт о путешествиях Бикрофта был опубликован на страницах 424—426 6-го выпуска «The Journal of the Royal Geographical Society» — одного из главных печатных изданий общества[47].
- Один из участников Нигерийской экспедиции 1841 года, Луис Фрейзер, в благодарность за спасение назвал несколько открытых им животных в честь Бикрофта — Anomalurus beecrofti и Beecroft’s tree hyrax[54].